# 贾博琰
贾博琰（英語：Jia Boyan；2003年11月30日—），河南洛阳人，中国男子职业足球运动员，司职前锋，目前被苏黎世草蜢租借至杜布拉瓦。

## 俱乐部生涯
在2018年的U-15中国国家冠军赛中，贾博琰代表上海上港青年队参加比赛，并在赛事中打进了惊人的17粒进球。不久后，在2020赛季中超联赛开始前，贾博琰被球队主教练维托尔·佩雷拉提拔至一线队，以随队参加新赛季的联赛。2020年8月31日，在上海上港4-1大胜天津泰达的中超比赛中，贾博琰替补登场，换下了奥地利外援中锋阿瑙托维奇，完成了职业生涯首秀。以16岁375天的年龄，他成为了在中超联赛中完成首秀时第三年轻的球员，并被《卫报》的“下一代–2020”（2020年最值得关注的17岁以下年轻球员，仅限2003年出生）收录。值得一提的是，贾博琰是上榜的60人中的唯一一名中国球员。2022年2月16日，加盟瑞士足球超级联赛俱乐部苏黎世草蜢，并立即被租借到克罗地亚足球乙级联赛俱乐部杜布拉瓦。

## 生涯数据
最後更新：2021年7月29日
| 俱乐部         | 赛季     | 联赛     | 联赛 | 联赛 | 杯赛 | 杯赛 | 亚冠 | 亚冠 | 其他 | 其他 | 合计 | 合计 |
| 俱乐部         | 赛季     | 联赛等级 | 出场 | 进球 | 出场 | 进球 | 出场 | 进球 | 出场 | 进球 | 出场 | 进球 |
| -------------- | -------- | -------- | ---- | ---- | ---- | ---- | ---- | ---- | ---- | ---- | ---- | ---- |
| 上海上港       | 2020     | 中超     | 1    | 0    | 0    | 0    | 0    | 0    | –    | –    | 1    | 0    |
| 上海上港       | 2021     | 中超     | 1    | 0    | 0    | 0    | 0    | 0    | –    | –    | 1    | 0    |
| 上海上港       | 总计     | 总计     | 2    | 0    | 0    | 0    | 0    | 0    | 0    | 0    | 2    | 0    |
| 中国U19 (租借) | 2020     | 中乙     | 7    | 0    | 0    | 0    | 0    | 0    | –    | –    | 7    | 0    |
| 生涯总计       | 生涯总计 | 生涯总计 | 9    | 0    | 0    | 0    | 0    | 0    | 0    | 0    | 9    | 0    |